# (120869) 1998 RZ15
(120869) 1998 RZ15 là một tiểu hành tinh vành đai chính. Nó được phát hiện qua chương trình tiểu hành tinh Beijing Schmidt CCD ở trạm Xinglong ở tỉnh Hồ Bắc, Trung Quốc ngày 14 tháng 9 năm 1998.